# Paicu, Călărași
Paicu este un sat în comuna Nicolae Bălcescu din județul Călărași, Muntenia, România.